# Alexander Petrovskiy
Alexander Petrovskiy (en russe : Александр Алексеевич Петровский), né le 3 mars 1989, est un coureur cycliste russe, membre de l'équipe Katusha U21 Team. Il a été champion d'Europe de poursuite par équipes espoirs en 2009 avec Artur Ershov, Valery Kaykov et Ievgueni Kovalev et champion du monde de l'américaine juniors en 2007 avec Ievgueni Kovalev.

## Palmarès sur piste

### Jeux olympiques
- Pékin 2008
  - 8e de la poursuite par équipes

### Championnats du monde juniors
- Aguascalientes 2007
  -  Champion du monde de l'américaine (avec Ievgueni Kovalev)
  -  Médaillé d'argent de la poursuite par équipes

### Championnats d'Europe
- Cottbus 2007
  -  Médaillé d'argent de la vitesse par équipes juniors
  -  Médaillé de bronze de la poursuite par équipes juniors

- Pruszkow 2008
  -  Médaillé d'argent de la poursuite par équipes espoirs

- Minsk 2009
  -  Médaillé d'or de la poursuite par équipes espoirs (avec Artur Ershov, Valery Kaykov et Ievgueni Kovalev)